# Tazacorte
Tazacorte é um município da Espanha na província de Santa Cruz de Tenerife, comunidade autónoma das Canárias. Tem 11,37 km² de área e em 2021 tinha 4 558 habitantes (densidade: 400,9 hab./km²).

## Demografia
| Variação demográfica do município entre 1991 e 2004 | Variação demográfica do município entre 1991 e 2004 | Variação demográfica do município entre 1991 e 2004 | Variação demográfica do município entre 1991 e 2004 |
| --------------------------------------------------- | --------------------------------------------------- | --------------------------------------------------- | --------------------------------------------------- |
| 1991                                                | 1996                                                | 2001                                                | 2004                                                |
| 6582                                                | 6909                                                | 5062                                                | 5797                                                |